# Zbigniew Święch
Zbigniew Święch (ur. 9 lutego 1943 w Tarnowie) – polski dziennikarz, literat i popularyzator nauki.
Jest członkiem The Explorers Club.

## Życiorys
Od 1962 uprawia działalność dziennikarską i eseistyczną. Publikował m.in. w „Przekroju”, „Polityce”, „Życiu Warszawy”, „Krakowie” i „Polsce”. Wiele lat pracował w Telewizji Polskiej jako publicysta, reporter, komentator, reżyser filmów dokumentalnych i programów popularnonaukowych.
Autor trylogii Klątwy, mikroby i uczeni (t. I, W ciszy otwieranych grobów, 1988; t. II, Wileńska klątwa Jagiellończyka, 1993, t. III Ostatni krzyżowiec Europy. Oddychający sarkofag Warneńczyka?, 1995). 
Inne publikacje:
- Szkatuła z odkryciami (1985),
- Skarby tysiąca lat,
- Budzenie wawelskiej pani Królowej Jadwigi,
- Czakram wawelski, największa tajemnica wzgórza,
- Trzy tajne dokumenty,
- Dlaczego Fleming przewraca się w grobie (2004)

Odznaczony Krzyżem Kawalerskim Orderu Odrodzenia Polski (1999) oraz Srebrnym Medalem „Zasłużony Kulturze Gloria Artis” (2009). W 2020 otrzymał Nagrodę Miasta Krakowa. 